# Club Natació Molins de Rei
El Club Natació Molins de Rei es un club deportivo que fue fundado en 1971 en la localidad de Molins de Rey, Barcelona (España). Para la práctica de la natación y el waterpolo.
Entre los deportistas destacados que han pertenecido al club está Sergi Pedrerol.

## Palmarés
- Una liga española de waterpolo femenino (1987-88)